# Jakinf (Biczurin)

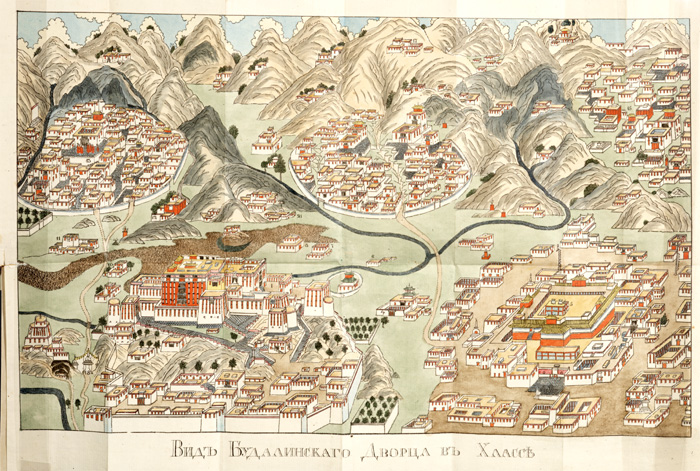
Mapa Lhasy autorstwa Biczurina

Nikita Jakowlewicz Biczurin (ros. Никита Яковлевич Бичурин), imię zakonne Jakinf (ros. Иакинф); ur. 28 sierpnia?/8 września 1777, zm. 11 maja?/23 maja 1853) – rosyjski mnich prawosławny, z pochodzenia Czuwasz, sinolog.
Ukończył akademię teologiczną w Kazaniu. W 1807 został wysłany do Chin jako zwierzchnik misji prawosławnej w Pekinie. Przebywał w Chinach 14 lat, w czasie których nauczył się biegle języka chińskiego, uczył się także tybetańskiego i mongolskiego. Napisał wiele prac poświęconych Chinom, Mongolii, Tybetowi i Azji Środkowej, przetłumaczył także kilka dzieł chińskich.
Po powrocie do Rosji skazany za „obojętność wobec religii” i zesłany do klasztoru na peryferiach kraju. Wobec braku wykwalifikowanych tłumaczy języka chińskiego został w 1826 ściągnięty na dwór w Petersburgu. W 1837 został członkiem Cesarskiej Akademii Nauk w Petersburgu i Towarzystwa Azjatyckiego w Paryżu.